# Nisf Jubeil
Nisf Jubeil, en arabe : نصف جبيل, est un village du gouvernorat de Naplouse en Palestine,  situé à 2,5 km à l'est de Sebastia, au centre de la Cisjordanie.
Selon le recensement du bureau central palestinien des statistiques, la localité compte une population de 471 habitants en 2017.